# Woda użytkowa
Woda użytkowa - woda wykorzystywana przez człowieka w wielu dziedzinach przemysłu oraz w celu spożycia i mycia.

## Podział wód użytkowych
- woda wodociągowa
  - woda pitna
  - woda przemysłowa
    - przygotowanie wody
      - woda twarda
      - woda miękka
      - woda demineralizowana
      - woda gorzka
      - woda odgazowana

    - woda zasilająca
    - woda kotłowa
    - woda obiegowa
    - skropliny (kondensat)

  - woda destylowana
  - woda podwójnie destylowana (woda redestylowana)